# ريتشارد كوكس
ريتشارد كوكس (21 أبريل 1830 - 27 مارس 1865) (بالإنجليزية: Richard Cox)‏ هو لاعب كريكت أسترالي.

## وصلات خارجية
- ريتشارد كوكس على موقع إي آس بي آن كريك إنفو (الإنجليزية)